# Krokvattnet, Bohuslän
Krokvattnet är en sjö i Strömstads kommun i Bohuslän och ingår i Strömsåns huvudavrinningsområde. Sjön är 4,1 meter djup, har en yta på 0,075 kvadratkilometer och är belägen 138,1 meter över havet.

## Delavrinningsområde
Krokvattnet ingår i det delavrinningsområde (653656-124827) som SMHI kallar för Utloppet av Ekelidvattnet. Medelhöjden är 151 meter över havet och ytan är 3,14 kvadratkilometer. Det finns inga avrinningsområden uppströms utan avrinningsområdet är högsta punkten. Vattendraget som avvattnar avrinningsområdet har biflödesordning 4, vilket innebär att vattnet flödar genom totalt 4 vattendrag innan det når havet efter 31 kilometer. Avrinningsområdet består mestadels av skog (87 procent). Avrinningsområdet har 0,32 kvadratkilometer vattenytor vilket ger det en sjöprocent på 10,1 procent.